# Государственный символ

Флаг Дании, старейший из ныне существующих государственных флагов

Герб Австрии, имеющий давнюю предысторию

Государственные символы — установленные конституцией, специальными законами или существующие по традиции особые (как правило, исторически сложившиеся) отличительные знаки (символы) государства, олицетворяющие его национальный суверенитет и самобытность.
К основным государственным символам относят государственный флаг, государственный герб и государственный гимн. В ряде стран в качестве государственных символов закреплены национальные цвета, девизы, различные эмблемы и др.
Из-за давности появления государственных символов многие конституции даже не упоминают их, хотя иногда и содержат сведения о гербе и флаге. Законы большинства стран мира регулируют использование государственных символов, а также предусматривают наказание (вплоть до уголовного) за осквернение или иное неподобающее использование государственной символики.